# Patjat kam Sofija
Patjat kam Sofija ist ein bulgarisch-sowjetischer Fernsehspielfilm in fünf Teilen aus dem Jahr 1978 nach dem gleichnamigen Roman und dem Drehbuch von Stefan Ditchew. Soweit bekannt, wurde er nicht Deutsch synchronisiert.

## Historischer Hintergrund
Der Film ist dem 100. Jahrestag der Befreiung Bulgariens gewidmet. Im Film geht es um Ereignisse, die bei der Befreiung Sofias während des Russisch-Osmanischen Kriegs 1877–1878 stattfanden.
Die moderne Hauptstadt Bulgariens ist nach Sophia von Mailand benannt. Der Name Sophia bedeutet Weisheit. Die Stadt hat eine lange Geschichte. Sie war Residenz  Konstantin des Großen. Die Stadt hat ihren Namen von der Sophienkirche, in der das Toleranzedikt des Galerius veröffentlicht und das Konzil von Serdica abgehalten wurde.
Nach der Schlacht von Plewna und der Kapitulation von Osman Nuri Pascha wurde zwar eine Schlacht, aber nicht der Krieg nicht gewonnen. Die russische Armee stand unter dem Befehlt von Zar Alexander II. Sieger war Russland. Nach dem Berliner Kongress kehrte Russlands in das Konzert der Großmächte zurück. Die Auswirkungen des Krimkrieges waren vergessen und Deutschland konsolidierte seine Vereinigung unter der Führung Bismarcks.
Am 4. Januar 1878 marschierte die russische Armee in Sofia ein und zog dann über Edirne auf der Via Militaris nach Konstantinopel. Nur das Eingreifen der Royal Navy im Bosporus behinderte die Verwirklichung des Griechischen Projekts.
Der Film thematisiert diese Ereignisse nach historischen Quellen, einschließlich der Rolle der italienischen und französischen Konsuln zu dieser Zeit sowie des russischen Geheimdienstes.
Er entstand während des Kalten Krieges, als der Ostblock nach dem Ende des Vietnamkrieges scheinbar einem Sieg über den Westen nahekam.